# Petar Perica Vidić
Petar Perica Vidić OFM (ur. 7 sierpnia 1938 w Sarajewie) – bośniacko-chorwacki duchowny katolicki, malarz i grafik.

## Życiorys
Ukończył klasyczne gimnazjum w Visoko, a następnie studiował teologię katolicką i filozofię w Sarajewie. Od 1962 pracował w atelier malarza Gabrijela Jurkicia, a następnie w atelier Stane Kregara w Lublanie. W 1966 rozpoczął studia w Akademii Sztuk Pięknych w Wiedniu, gdzie pod kierunkiem Maxa Melchara kształcił się w zakresie grafiki. Po powrocie do kraju w 1970 podjął pracę nauczyciela przedmiotów artystycznych w gimnazjum w Visoko. Pełni funkcję gwardiana w klasztorze franciszkańskim w Bistriku.
Od 1995 członek Akademii Nauk i Sztuk Bośni i Hercegowiny. W 2000 został wybrany przewodniczącym Maticy hrvatskiej w Sarajewie.

## Twórczość
Malował głównie pejzaże i obrazy o tematyce religijnej. Prace Vidicia przedstawiano na 110 wystawach indywidualnych.

## Nagrody i wyróżnienia
W 2006 władze Sarajewa uhonorowały go Nagrodą 6 kwietnia. W 2011 został uhonorowany przez Benedykta XVI Krzyżem Papieskim.